# Élections législatives de 1951 dans l'Ardèche
Les élections législatives françaises de 1951 se tiennent le 17 juin. Ce sont les deuxièmes élections législatives de la Quatrième République.

## Mode de scrutin
Représentation proportionnelle plurinominale suivant la méthode du plus fort reste dans 103 circonscriptions, conformément à la loi des apparentements : les listes qui se sont « apparentées » avant l'élection remportent tous les sièges de la circonscription si leurs voix ajoutées obtiennent la majorité absolue des suffrages exprimés. Il y a 629 sièges à pourvoir.
Le vote préférentiel est admis. 
Dans le département de l'Ardèche, quatre députés sont à élire.

## Candidats

### Liste d'union des indépendants, paysans et républicains nationaux
| N° | Candidats | Candidats          | Parti | Principales fonctions                                                                           |
| -- | --------- | ------------------ | ----- | ----------------------------------------------------------------------------------------------- |
| 01 |           | Paul Ribeyre       | CNIP  | Chef d'entreprise à Vals-les-Bains, député sortant                                              |
| 02 |           | Victor Plantevin   | CNIP  | Chef d'entreprise, exploitant agricole, conseiller général du canton de Burzet, maire de Burzet |
| 03 |           | Raoul Tracol       | CNIP  | Huissier de justice, conseiller général, maire de Satillieu                                     |
| 04 |           | Guy de Montgolfier | CNIP  | Notaire à Tournon-sur-Rhône, conseiller général                                                 |

Guy de Montgolfier est décédé le 2 décembre 1955.

### Liste du Parti communiste français
| N° | Candidats | Candidats          | Parti | Principales fonctions                                           |
| -- | --------- | ------------------ | ----- | --------------------------------------------------------------- |
| 01 |           | Roger Roucaute     | PCF   | Député sortant, ancien résistant FTP, ancien employé municipal  |
| 02 |           | Henri Chaze        | PCF   | Instituteur à Cruas, conseiller général du canton de Rochemaure |
| 03 |           | Marie-Ange Gaubert | PCF   | Couturière à Privas, secrétaire départementale de l'UFF         |
| 04 |           | Auguste Chapelle   | PCF   | Cultivateur                                                     |

### Liste de la Section française de l'Internationale ouvrière
| N° | Candidats | Candidats       | Parti | Principales fonctions                               |
| -- | --------- | --------------- | ----- | --------------------------------------------------- |
| 01 |           | Pierre Fournier | SFIO  | Ingénieur TPE, ancien résistant, Privas             |
| 02 |           | Élie Chareyron  | SFIO  | Huissier, conseiller général, maire de Saint-Agrève |
| 03 |           | Edmond Lantus   | SFIO  | Ancien instituteur, Saint-Laurent-sous-Coiron       |
| 04 |           | Maurice Chaze   | SFIO  | Maire de Labégude                                   |

L'apparentement entre la liste socialiste et les listes des indépendants et du MRP fut très mal accueilli par beaucoup d'électeurs ardéchois de gauche, en particulier sur le sujet de l'école privée. Le député sortant Édouard Froment désavoua cet accord, et les suffrages socialistes passèrent de 23 000 en 1946 à 11 000 en 1951. Pour la première fois dans l'histoire, la gauche ardéchoise n'eut aucun député.
Source : biographie de Pierre Fournier dans le Maitron.

### Liste du Mouvement Républicain Populaire
| N° | Candidats | Candidats         | Parti | Principales fonctions                                   |
| -- | --------- | ----------------- | ----- | ------------------------------------------------------- |
| 01 |           | Bertrand Chautard | MRP   | Député sortant, agréé au Tribunal de commerce d'Annonay |
| 02 |           | Fernand Aubert    | MRP   | Cultivateur                                             |
| 03 |           | Françoise Dorne   | MRP   |                                                         |
| 04 |           | Henri Quay        | MRP   | Secrétaire administratif                                |

### Liste du Rassemblement du Peuple Français
| N° | Candidats | Candidats         | Parti | Principales fonctions                              |
| -- | --------- | ----------------- | ----- | -------------------------------------------------- |
| 01 |           | Michel de Camaret | RPF   | Conseiller diplomatique, ancien résistant          |
| 02 |           | Maurice Méjean    | RPF   | Avoué à Largentière                                |
| 03 |           | Alphonse Grand    | RPF   | Exploitant forestier à La Chapelle-sous-Rochepaule |
| 04 |           | Pierre Grandcolas | RPF   | Médecin à Lamastre                                 |

### Liste de défense des libertés
| N° | Candidats | Candidats       | Parti    | Principales fonctions         |
| -- | --------- | --------------- | -------- | ----------------------------- |
| 01 |           | Georges Moussel | Déf.lib. | Imprimeur à Tournon-sur-Rhône |
| 02 |           | Alfred Personne | Déf.lib. | Négociant à Annonay           |
| 03 |           | Yvonne Boyard   | Déf.lib. | Couturière à Privas           |
| 04 |           | Léon Gonin      | Déf.lib. | Négociant                     |

### Liste du Rassemblement des gauches républicaines
| N° | Candidats | Candidats              | Parti | Principales fonctions                                                                |
| -- | --------- | ---------------------- | ----- | ------------------------------------------------------------------------------------ |
| 01 |           | Guy Fougeirol          | RGR   | Agriculteur, conseiller général du canton de Viviers, maire de Saint-Laurent-du-Pape |
| 02 |           | Marc Bouvat            | RGR   | Médecin, conseiller général, maire de Saint-Péray                                    |
| 03 |           | Jacques-Louis Antériou | RGR   | Chargé de mission à la Présidence du Conseil                                         |
| 04 |           | François Astier        | RGR   | Agriculteur à Soyons                                                                 |

### Liste de l'Union démocratique et socialiste de la Résistance
| N° | Candidats | Candidats           | Parti | Principales fonctions               |
| -- | --------- | ------------------- | ----- | ----------------------------------- |
| 01 |           | Raymond Cathebras   | UDSR  | Architecte                          |
| 02 |           | Rina Bail           | UDSR  | Téléphoniste                        |
| 03 |           | Marcellin Berthon   | UDSR  | Contremaitre de fabrication d'armes |
| 04 |           | Marie-Louise Jourde | UDSR  | Sténo-dactylo                       |

## Élus
| Député sortant    | Parti | Parti | Député élu ou réélu | Parti | Parti |
| ----------------- | ----- | ----- | ------------------- | ----- | ----- |
| Roger Roucaute    |       | PCF   | Victor Plantevin    |       | CNIP  |
| Édouard Froment   |       | SFIO  | Raoul Tracol        |       | CNIP  |
| Bertrand Chautard |       | MRP   | Guy de Montgolfier  |       | CNIP  |
| Paul Ribeyre      |       | CNIP  | Paul Ribeyre        |       | CNIP  |

## Résultats

### Résultats à l'échelle du département
- Les listes du CNIP, de la SFIO, du MRP et du groupe de "Défense des libertés" se sont apparentées.
- Leurs voix représentant plus de 50% des exprimés, elles remportent tous les sièges en jeu. Ces derniers sont répartis à la proportionnelle entre les partis apparentés.

| Parti    | Parti      | Tête de liste     | Résultats | Résultats | Sièges |  |
| Parti    | Parti      | Tête de liste     | Voix      | %         |        |  |
| -------- | ---------- | ----------------- | --------- | --------- | ------ |  |
|          | CNIP *     | Paul Ribeyre      | 53 740    | 41,15     | 4      |  |
|          | PCF        | Roger Roucaute    | 39 281    | 30,08     | 0      |  |
|          | SFIO *     | Pierre Fournier   | 11 533    | 8,83      | 0      |  |
|          | MRP *      | Bertrand Chautard | 11 441    | 8,76      | 0      |  |
|          | RPF        | Michel de Camaret | 6 516     | 4,99      | 0      |  |
|          | Déf. lib * | Georges Moussel   | 3 713     | 2,84      | 0      |  |
|          | RGR        | Guy Fougeirol     | 2 784     | 2,13      | 0      |  |
|          | UDSR       | Raymond Cathebras | 605       | 0,46      | 0      |  |
|          |            |                   |           |           |        |  |
| Inscrits | Inscrits   | Inscrits          | 165 174   | 100,00    | 4      |  |
| Votants  | Votants    | Votants           | 133 502   | 80,83     |        |  |
| Exprimés | Exprimés   | Exprimés          | 130 595   | 97,82     |        |  |